# IC 699
IC 699 ist eine ringförmige Spiralgalaxie vom Hubble-Typ Sb im Sternbild Löwe an der Ekliptik. Sie ist schätzungsweise 272 Millionen Lichtjahre von der Milchstraße entfernt und hat einen Durchmesser von etwa 95.000 Lichtjahren.
Im selben Himmelsareal befinden sich u. a. die Galaxien IC 698, IC 2867, IC 2876, IC 2879.
Das Objekt wurde am 31. März 1892 vom österreichischen Astronomen Rudolf Spitaler entdeckt.